# Лена Лович
Лена Лович (на английски: Lene Lovich) е англо-американска певица, композитор, текстописец и продуцент.

## Биография
Лена Ловеч е родена като Лили-Марлен Премилович на 30 март 1949 г. в Детройт, Мичиган, САЩ. Нейните родители са от смесен произход – баща ѝ е емигрант от Югославия, а майка ѝ е британка. На 13-годишна възраст се премества в Англия. Тя е известна със своя уникален глас, характерен външен вид и разнообразния си музикален стил, обхващащ ню уейв, постпънк и експериментална музика.
Освен че е вокалист, Лена Лович свири и на саксофон.

### Кариера
През 1978 г., Лена Лович започва своята професионална музикална кариера. Тя подписва договор със звукозаписната компания Stiff Records и издава дебютния си сингъл Lucky Number, който набира голяма популярност в Обединеното кралство и се превръща в хит. Следват успешни албуми като Stateless (1978), Flex (1979) и No Man's Land (1982), които засилват популярността ѝ.

## Дискография
- Stateless (1978)
- Flex (1979)
- No Man's Land (1982)
- March (1989)
- Shadows And Dust (2005)
- Live in Frankfurt (2022) – записан във Франкфурт през 2015 заедно с Lene Lovich Band